# 沃夫岡·韋格納
沃夫岡·韋格納（德語：Wolfgang Wegener，1875年9月16日—1956年10月29日）是一位德國海軍將領，最高軍階為海軍中將。韋格納是德國海軍中著名的戰略家，早在帝國海軍時代便於第一次世界大戰批評海軍高層的守勢戰略，至戰後更是在著作《世界大戰中的海軍戰略》（Die Seestrategie des Weltkrieges）中大力批評阿爾弗雷德·馮·鐵必制和戰時德國海軍採用的戰略，提出將海軍的目標改為攻擊交通線的作法，是戰後首位將海軍思想帶離「鐵必制思想」者，但同時也因此深受鐵必制支持者的反感，進而提前退役。

## 註腳
1. ↑  （中文）Hansen, Kenneth. . 《国际展望》. 2006, (11): 82–91. ISSN 2096-0484.